# Jeff Stinco
Jean-François "Jeff" Stinco (nacido el 22 de agosto de 1978) es un músico francocanadiense, conocido por ser el guitarrista de la banda pop rock Simple Plan. A Stinco le dicen Jeff, ya que muchos de sus amigos no franceses no pueden pronunciar 'Jean-François', así que comenzaron a llamarlo 'JF', llevándolo a Jeff.

## Biografía

### Primeros años
Asistió a la Universidad Beaubois en Pierrefonds, Quebec junto con sus compañeros Sébastien Lefebvre, Chuck Comeau y Pierre Bouvier.
Jeff estudió guitarra clásica por diez años en Conservatoire de musique du Québec à Montréal con Jean Vallieres. También participó en muchas clases magistrales en los años con muchos concertistas de renombre como Manuel Barrueco y Roland Dyens. Jeff es la única persona en Simple Plan en haber tomado clases profesionales para aprender a tocar la guitarra.
Ha declarado ser fanático, así como haber recibido influencias de bandas como Green Day, U2, Guns and Roses, Pink Floyd, Kiss, The Beatles, Jimmy Eat World, Blink 182, Def Leppard, Good Charlotte, Hendrix, Mest, Marvelous 3, Goldfinger, Bad Religion, Face to Face, MxPx, entre otras.
Actualmente tiene dos hijas, Maya nació en enero del 2007 y Zoé en junio del 2008; ambas hijas son de él y su antigua novia Mimi Stinco.
Jeff es primo del escritor y músico argentino Ber Stinco  

## Equipo
Stinco toca guitarras Gibson. Para los vídeos de "Save You" y "When I'm Gone". Stinco es visto con una Gibson blanca Les Paul Custom. Para el vídeo musical para "Your Love Is A Lie", toca una Gibson ES-335. En vivo y en el estudio la mayoría de las veces toca con Gibson Les Paul Standards y Customs. También es visto tocando hechas a mano por su amigo Ted Stevenson de las guitarras Stevenson. Usa amplificadores Mesa Boogie. También usa cuerdas D'Addario.

## Música
Junto a los proyectos de Simple Plan, Jeff también contribuyó en el homenaje de Rush lanzado en el 2005 titulado "Subdivisions: A Tribute To Rush" y presenta el éxito de Rush "The Spirit of Radio" junto a Kip Winger.

## Filmografía

### Actor
- Nitro (2007) .... Viny

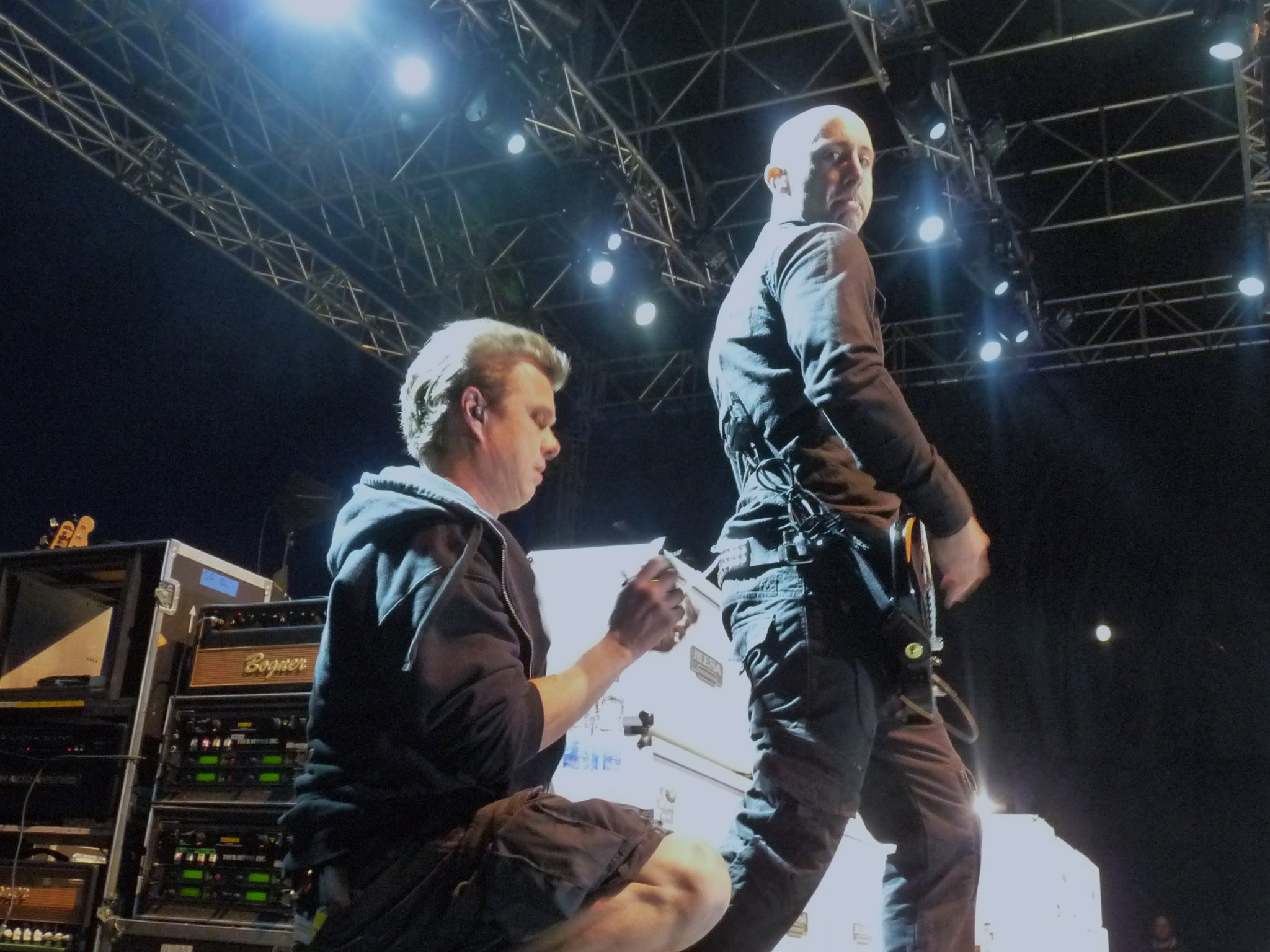
Stinco recibe ayuda durante un concierto de Simple Plan el 2 de agosto de 2009.

- New York Minute (2004/I) .... Simple Plan
- The New Tom Green Show (1 episodio, 2003)
- Punk Rock Holocaust

### Escritor
- Simple Plan: A Big Package for You (2003) (V) (sin créditos)

### Él mismo
- Simple Plan: MTV Hard Rock Live (2005) (V) .... Él mismo - Guitarras
- Otro rollo con: Adal Ramones .... Él mismo (1 episodio, 2005) también conocido como Otro rollo (México)
- New Year's Rockin' Eve 2005 (2004) (TV) (como Simple Plan) .... Él mismo
- Punk Rock Holocaust (2004) (V) .... Él mismo - Simple Plan
- Simple Plan: Still Not Getting Any... (2004) (V) .... Él mismo
- Simple Plan: A Big Package for You (2003) (V) .... Él mismo
- What's New, Scooby-Doo? .... Él mismo (1 episodio)